# Te quiero: Romantic Style In Da World
Te quiero: Romantic Style In Da World (también conocido como Te quiero) es el primer álbum de estudio del cantautor panameño Flex. Fue lanzado al mercado por la compañía discográfica EMI el 21 de septiembre de 2007.

## Lanzamiento y promoción
El álbum fue lanzado el 21 de septiembre en México y Panamá, y tres meses después se lanzó en Estados Unidos el 4 de diciembre de 2007.
En 2008 se lanzó la edición fan del CD en la que se añadió una versión spanglish de «Te quiero» con Belinda —incluyendo una versión de ésta en acústico– y una remezcla del mismo tema en conjunto de un DVD de la gira musical por Estados Unidos y parte de Latinoamérica.

### Gira
En marzo de 2008, Flex realizó la gira Romantic Style In The World en México con asistencia de más de medio millón de espectadores en más de 60 conciertos hasta agosto de 2008. Después de terminar la gira en septiembre por el país, se presentó a inicios de octubre en Estados Unidos con la intención de agregar fechas para Sudamérica.

## Lista de canciones
| Te quiero: Romantic Style In Da World – Edición estándar |                                      |                                      |          |  |
| N.º                                                      | Título                               | Productor (es)                       | Duración |  |
| 1.                                                       | «Te quiero»                          | Félix Danilo Gómez y Jonhathan Tovar | 3:19     |  |
| 2.                                                       | «Sin tu amor» (junto a Alex Pro)     | Elian Davis                          | 3:29     |  |
| 3.                                                       | «Desde lejos» (Versión reggae)       | Irving Domínguez (Di Blasio)         | 3:09     |  |
| 4.                                                       | «Escápate»                           | Wilfredo Rivas                       | 2:47     |  |
| 5.                                                       | «Me muero»                           | Irving Domínguez                     | 2:51     |  |
| 6.                                                       | «Si no te tengo»                     | Irving Domínguez                     | 3:51     |  |
| 7.                                                       | «Voy a olvidarte»                    | Irving Domínguez                     | 3:33     |  |
| 8.                                                       | «Dime»                               | Irving Domínguez                     | 3:55     |  |
| 9.                                                       | «Déjala» (junto a Duende)            | Irving Domínguez                     | 3:33     |  |
| 10.                                                      | «También la quiero a ella»           | Irving Domínguez                     | 3:32     |  |
| 11.                                                      | «Eras una niña» (junto a Japanese)   | Irving Domínguez                     | 2:57     |  |
| 12.                                                      | «Gritarle»                           | Víctor Delgado                       | 3:00     |  |
| 13.                                                      | «Quién no llora por amor»            | Johnnathan Tovar                     | 3:12     |  |
| 14.                                                      | «Tus recuerdos» (La balada de nigga) | Irving Domínguez                     | 3:20     |  |
| 15.                                                      | «Luna»                               | Irving Domínguez                     | 3:18     |  |

| Te quiero: Romantic Style In Da World – Edición fan |                                               |                    |          |  |
| N.º                                                 | Título                                        | Escritor(es)       | Duración |  |
| 16.                                                 | «Te quiero (Spanglish Versión)» (con Belinda) | Félix Danilo Gómez | 3:19     |  |
| 17.                                                 | «Te quiero (Acoustic Version)» (con Belinda)  | Félix Danilo Gómez | 3:29     |  |
| 18.                                                 | «Te quiero (Luigi Giraldo Remix)»             | Félix Danilo Gómez | 3:59     |  |

## Posicionamiento en listas
| Listas (2007–08)                     | Mejor posición |
| ------------------------------------ | -------------- |
| Estados Unidos (Latin Rhythm Albums) | 1              |
| Estados Unidos (Top Latin Albums)    | 1              |
| Estados Unidos (Billboard 200)       | 70             |
| Honduras (Top 25 Fusión)             | 1              |
| México (Top 100)                     | 1              |
| Panamá (Top 23)                      | 1              |

## Certificaciones
| País   | Organismo certificador | Certificación | Ventas  | Ref.   |
| ------ | ---------------------- | ------------- | ------- | ------ |
| México | AMPROFON               | 2× Platino    | 160 000 | [ 11 ] |